# Uienkruier
Uienkruier is een Nederlands broodgerecht en hartige snack. De basis is plat, zacht en luchtig witbrood, daar op wordt ui en pittige (oude) kaas gelegd. Daarna wordt deze combinatie afgebakken. Uienkruier wordt vaak gegeten als snack of bijgerecht bij bijvoorbeeld soep of een barbecue.
De uienkruier werd door de bakkers Herman Reef uit Huizen en Ab Kromhout uit Hilversum bedacht en gemaakt. Een samenwerkingsverband van bakkers heeft het brood daarna landelijke bekendheid gegeven.
In Zeeland wordt uienbrood, ofwel juunbrood, van oudsher gebakken zonder kaas.